# Эдвардс, Мишель
Мишель Эдвардс (англ. Michelle Edwards; род. 6 марта 1966 года, Бостон, штат Массачусетс, США) — американская профессиональная баскетболистка, выступала в женской национальной баскетбольной ассоциации. За три месяца до основного драфта ВНБА 1997 года была распределена в клуб «Кливленд Рокерс». Играла на позиции атакующего защитника. После завершения игровой карьеры вошла в тренерский штаб команды NCAA «Ратгерс Скарлет Найтс», в котором отработала всего один сезон.

## Ранние годы
Мишель Эдвардс родилась 6 марта 1966 года в городе Бостон (штат Массачусетс), а училась там же в Кафедральной средней школе, в которой выступала за местную баскетбольную команду.